# Fissidens pallidinervis
Fissidens pallidinervis är en bladmossart som beskrevs av Mitten 1869. Fissidens pallidinervis ingår i släktet fickmossor, och familjen Fissidentaceae. Inga underarter finns listade i Catalogue of Life.